# Santos Fútbol Club (Ecuador)
El Santos Fútbol Club es un equipo de fútbol profesional del cantón El Guabo, Provincia de El Oro, Ecuador. Fue fundado el 19 de junio de 1962. Actualmente juega en la Segunda Categoría de Ecuador.
Está afiliado a la Asociación de Fútbol Profesional de El Oro.

## Uniforme
- Uniforme titular: Camiseta, pantalón y medias blancas.
- Uniforme Alternativo: Camiseta negra a rayas blancas, pantalón y medias blancas.

El diseño del uniforme es similar al de Santos (Brasil).

## Datos del club
- Puesto histórico: 57.° (56.° según la RSSSF)[2]
- Temporadas en Serie A: 1 (1993).[3]
- Temporadas en Serie B: 2 (1992, 1994).[3]
- Temporadas en Segunda Categoría: 48 (1974-1991, 1995-2019, 2021-presente).
- Mejor puesto en la liga: 5.° (Hexagonal 2 de 1993).[4]
- Peor puesto en la liga: 12.° (1993).
- Mayor goleada en contra en torneos nacionales:
  - 4 - 1 contra Delfín (28 de agosto de 1993).[5]
- Máximo goleador histórico:
- Máximo goleador en torneos nacionales:
- Primer partido en torneos nacionales:
  - Aucas 4 - 1 Santos (7 de marzo de 1993 en el Estadio Gonzalo Pozo Ripalda).[5]

## Palmarés

### Torneos nacionales
| Competición                        | Títulos  | Subcampeonatos |
| ---------------------------------- | -------- | -------------- |
| Serie B de Ecuador (1)             | 1992-II. |                |
| Segunda Categoría de Ecuador (0/2) |          | 1991, 1999.    |

### Torneos provinciales
| Competición                        | Títulos                                                              | Subcampeonatos |
| ---------------------------------- | -------------------------------------------------------------------- | -------------- |
| Segunda Categoría de El Oro (10/2) | 1983, 1987, 1988, 1989, 1990, 1991, 1995, 1997, 1999, 2000. (Récord) | 2019, 2022.    |